# Меги Димчева
Миглена Димчева Гаврилова, по-известна като Меги Димчева, е българска телевизионна водеща и журналистка c професионален опит в телевизиите Ден, Евроком и bTV.
От 27 януари 2008 г. до 1 юни 2024 г., съвместно с Нели Хаджийска, е водеща на токшоуто „Търси се...“ по bTV.